# Cleonymia
Cleonymia là một chi bướm đêm thuộc họ Noctuidae.

## Các loài
- Cleonymia baetica (Rambur, 1837)
- Cleonymia chabordis (Oberthür, 1876)
- Cleonymia diffluens (Staudinger, 1870)
- Cleonymia fatima (A. Bang-Haas, 1907)
- Cleonymia jubata (Oberthür, 1890)
- Cleonymia opposita (Lederer, 1870)
- Cleonymia pectinicornis (Staudinger, 1859)
- Cleonymia vaulogeri (Staudinger, 1899)
- Cleonymia warionis (Oberthür, 1876)
- Cleonymia yvanii (Duponchel, 1833)